# Памятный золотой орден «Манас-1000» и памятная золотая медаль
Памятный золотой орден «Манас-1000» и памятная золотая медаль (кирг. «Манас-1000» алтын эстелик ордени жана алтын эстелик медалы) — юбилейная государственная награда Киргизской Республики.

## История
В 1995 году в Киргизии проходили праздничные юбилейные мероприятия, посвящённые 1000-летию эпоса «Манас». В ознаменование данного события, президент Киргизской Республики Аскар Акаев издал указ об учреждении наградного юбилейного комплекта для награждения глав государств, участвующих в организации праздничных мероприятий. В наградной юбилейный комплект вошли золотой орден и золотая медаль на шейной цепочке.

## Описание знаков
Звезда ордена золотая семилучевая, в лучи вставлено по одному бриллианту. В центре круглый медальон с изображением монумента Манасу в городе Бишкек, на кайме вокруг медальона наверху слово «Манас», внизу — «1000 жыл», разделённые точками.
Медаль золотая круглая с изображением на аверсе монумента Манасу в городе Бишкек. Реверс несёт на себе центральный элемент государственного флага: круглый солнечный диск с сорока равномерно расходящимися лучами золотистого цвета, внутри солнечного диска изображён тюндюк киргизской юрты.
Медаль при помощи кольца подвешена к шейной золотой цепочке.

## Награждённые
Всего было совершено семь награждений, указы о которых были подписаны в день учреждения ордена. Среди них:
- Сулейман Демирель — президент Турции (Указ № 203)[2]
- Нурсултан Назарбаев — президент Казахстана (Указ № 204)[3]
- Ислам Каримов — президент Узбекистана (Указ № 205)[4]
- Гейдар Алиев — президент Азербайджана (Указ № 206)[5]
- Сапармурат Ниязов — президент Туркмении (Указ № 207)[6]
- Федерико Майор — Генеральный секретарь ЮНЕСКО (Указ № 208)[7]
- Сумио Эдамура[вд] — посол, специальный помощник министра иностранных дел Японии и бывший Чрезвычайный и полномочный посол Японии в Киргизской Республике (Указ № 209)[8].